# 祁答院重武
祁答院 重武（けどういん しげたけ、永正元年（1504年） - 天文7年7月23日（1538年8月17日））は、戦国時代の薩摩国の武将で、祁答院氏12代当主。受領名は伊勢守、法号は蘭甫。父は祁答院重貴、子に祁答院良重、祁答院重朝。

## 生涯
先祖は桓武平氏秩父氏庶流の渋谷氏で、薩摩国下向以来ずっと祁答院（現・鹿児島県薩摩川内市祁答院町）を本貫地とし、在地郡司である大前氏（おおくまし）が滅んで以後に、虎居城を居城としてきた一族である。
祁答院氏は、重武の祖父・重慶の頃より大隅国の姶良方面への侵攻を顕著としており、重武も享禄2年（1529年）1月22日に姶良の帖佐城を攻め落とし、更に翌日にも帖佐の山田城をも攻め落として、その周辺の領有に成功している。
天文4年（1535年）、島津氏宗家14代の島津勝久が、家老の川上昌久を自害に追い遣る事件が起こる。これに憤激した薩州家の島津実久は同年8月に川上氏と共に鹿児島の勝久を攻め、その勝久は重武を頼って帖佐へと逃げ込んできた。重武は北原氏と共に勝久を助勢し、実久に奪われた鹿児島へ攻め入って村落を放火すると、敵を滑川にて迎え撃って退けることに成功した。しかし、敵の助勢が来援し、家老の栗野越前ら数十名が討たれる敗北を喫したため、重武は帖佐へと退却した。
その敗戦より三年後の天文7年（1538年）に死去した。法名は「仙岳行登大禅定門」。日置市の鬼丸神社に「鬼丸大明神」として祀られた。